# Maurice Mathieu (Badminton)
Maurice Mathieu (* 10. Juni 1928; † 15. Mai 2018) war ein französischer Badmintonspieler. Er war einer der bedeutendsten Athleten in dieser Sportart in den 1950er Jahren in Frankreich.

## Karriere
Maurice Mathieu gewann in der Saison 1950/1951 seinen ersten französischen Titel im Herrendoppel gemeinsam mit Michel Le Renard. 1954, 1955, 1957 und 1959 siegte er in dieser Disziplin gemeinsam mit Henri Pellizza. 1961 erkämpfte er sich seinen ersten und einzigen Titel im Mixed mit Jeannie Mathieu. Bei den French Open 1958 wurde Mathieu Dritter im Mixed mit Pratuang Pattabongse.

## Sportliche Erfolge
| Saison    | Veranstaltung              | Disziplin    | Platz | Name                               |
| --------- | -------------------------- | ------------ | ----- | ---------------------------------- |
| 1950/1951 | Französische Meisterschaft | Herrendoppel | 1     | Michel Le Renard / Maurice Mathieu |
| 1953/1954 | Französische Meisterschaft | Herrendoppel | 1     | Henri Pellizza / Maurice Mathieu   |
| 1954/1955 | Französische Meisterschaft | Herrendoppel | 1     | Henri Pellizza / Maurice Mathieu   |
| 1956/1957 | Französische Meisterschaft | Herrendoppel | 1     | Henri Pellizza / Maurice Mathieu   |
| 1958/1959 | Französische Meisterschaft | Herrendoppel | 1     | Henri Pellizza / Maurice Mathieu   |
| 1960/1961 | Französische Meisterschaft | Mixed        | 1     | Maurice Mathieu / Jeannie Mathieu  |